# Heitor dos Prazeres
Heitor dos Prazeres (Rio de Janeiro, 23 de setembro de 1898 — Rio de Janeiro, 4 de outubro de 1966) foi um compositor, cantor e pintor brasileiro. Foi um dos pioneiros na composição dos sambas e participou da fundação das primeiras escolas de samba do Brasil.

## Primeiros anos
Seus pais eram Eduardo Alexandre dos Prazeres, marceneiro e clarinetista da banda da Guarda Nacional, e Celestina Gonçalves Martins, costureira, residentes no bairro carioca Cidade Nova (Praça Onze). Em sua família, ele era conhecido como Lino e tinha duas irmãs mais velhas, Acirema e Iraci.
O pai de Heitor  o ensinou a tocar o clarinete em vários ritmos como polcas, valsas, choros e marchas. Ele morreu quando o filho tinha sete anos. Ele estudou nas escolas "Benjamin Constant", colégio dos padres de Sant'Ana e Externato Sousa Aguiar, mas foi expulso de todas elas e só cursou até a quarta série. Fez cursos de carpintaria. Seu tio, Hilário Jovino Ferreira, músico conhecido como "Lalau de Ouro" deu-lhe o seu primeiro cavaquinho. Tomou seu tio como modelo de compositor e aos doze anos, já era conhecido como Mano Heitor do Cavaquinho. Começou a participar de reuniões religiosas em casas onde na companhia de músicos experientes tocava e improvisava ritmos africanos como candomblé, jongo, lundu, cateretê, samba, etc., com instrumentos de percussão ou cavaquinho. Entre as casas que frequentava eram as de vovó Celi, tia Esther, Oswaldo Cruz e tia Ciata, onde as reuniões de bambas mais importantes da época eram feitas, como Lalu de Ouro, Caninha, João da Baiana, Sinhô, Getúlio Marinho ("Amor"), Donga, Saturnino Gonçalves ("Satur"), Pixinguinha, Paulo da Portela e outros.
Enquanto trabalhava como engraxate e vendedor de jornais, frequentava as cervejarias próximas e cinemas mudos próximos à Praça Onze e cafés da Lapa, onde ele podia ouvir os músicos e orquestras típicas da Belle Époque, no Rio de Janeiro. Aos treze anos, Heitor foi enviado para a prisão por vadiagem e passou dois meses na colônia correcional Dois Rios, na Ilha Grande. Alguns anos depois, ele começou a sair no carnaval fantasiado de baiana, envolto em um pano de cores vivas, tocando cavaquinho e seguido por uma multidão agitando as extremidades do pano. O limoeiro, Limão e Adeus, óculo foram as primeiras composições e datam de 1912.

## Carreira
Na década de 1920, assistido por outros sambistas e compositores como João da Baiana, Caninha, Ismael Silva, Alcebíades Barcelos ( "Bide") e Marçal ajudou a organizar vários grupos de samba do Rio Comprido, Estácio e outros locais nas proximidades, por isso era conhecido como Mano Heitor do Estácio. Ele participou de reuniões na Mangueira e Oswaldo Cruz com Cartola, Paulo da Portela, João da Gente, Manoel Bambambam e outros, o que levou à criação das primeiras escolas de samba: Deixa Falar, De Mim Ninguém se Lembra e Vizinha Faladeira no Estácio; Prazer da Moreninha e Vai como Pode em Madureira. As duas últimas se uniram e se tornaram a Portela, sua escola de samba favorita, cujas cores azul e branco  foram escolhidas por ele. A Portela, em 1929 foi a primeira vencedora de uma competição entre escolas, com a sua composição Não Adianta Chorar.  Ele participou na formação da Estação Primeira de Mangueira com Cartola. Fundou em 1928 a União do Estácio, com Nilton Bastos, "Bide" e Mano Rubem.
Duas de suas composições que o popularizaram foram Deixaste meu lar e Estas farto de minha vida, ambas de 1925 e gravadas por Francisco Alves. Outro tema de sua autoria da mesma época era Deixe a malandragem se és capaz.
Em 1927, ele ganhou um concurso organizado por Zé Espinguela samba com a canção A Tristeza Me Persegue. No mesmo ano ele realizou com o pianista Sinhô a primeira controvérsia da música popular brasileira. Ao apresentar-se na popular festa carioca de Nossa Senhora da Penha, onde foram apresentadas ao público as canções para o próximo carnaval, ele descobriu que a autoria de Cassino Maxixe, interpretada por Francisco Alves, era atribuída somente a Sinhô e sua co-autoria era desconhecida. Algo semelhante aconteceu com Ora Vejam Só. A resposta de Sinhô foi: «Samba é como passarinho, é de quem pegar». A resposta de Heitor foi o samba Olha ele, cuidado, onde denunciou o episódio. Por sua vez, ele foi respondido por Sinhô com samba Segura o Boi. Dado que Sinhô era conhecido como o "Rei do Samba", Heitor compôs a música Rei dos meus sambas e pode gravá-la e distribuí-la apesar da oposição de Sinhô. Ele chegou a um acordo pelo qual alcançou 38 000 réis e reconhecimento pela co-autoria. O próprio dos Prazeres foi acusado de se apropriar de outros sambas como alguns de Paulo da Portela e Vai Mesmo de Antônio Rufino, pelo qual em 1941 um dirigente o impediu de desfilar com a Portela.
Em 1933, ele compôs Canção do jornaleiro . A partir da letra autobiográfica autobiográfica deste tema, que lida com a vida das crianças que vendem jornais nas ruas, se iniciou uma campanha para financiar a construção da Casa do Pequeno Jornaleiro, que abriu em 1940.
Casou-se em 1931 com dona Gloria, com quem teve três filhas, Ivete, Iriete e Ionete Maria. Após a morte de sua esposa em 1936, dedicou-se às artes visuais, especialmente à pintura, por incentivo do desenhista, jornalista e crítico de arte Carlos Cavalcante de Albuquerque, do pintor Augusto Rodrigues e do escritor Carlos Drummond de Andrade. Ele também fez instrumentos de percussão e projetou e fez os figurinos, móveis e tapeçaria de seus grupos musicais e de dança.
Sua residência na Praça Tiradentes era, de fato, um ponto de encontro de pessoas interessadas em seu conhecimento da cultura afro-brasileira e de seus mais importantes centros de encontro. Entre os visitantes, estava o estudante de medicina e futuro compositor Noel Rosa que lhe pediu ajuda para enfrentar um marinheiro agressivo que estava assediando sua namorada. Dos Prazeres era conhecido naquele bairro como um especialista em capoeira e um aviso ao marinheiro era o suficiente para afastá-lo. Ao retornar, enquanto cantarolava a marcha que estava compondo e para  a qual também estava conduzindo uma ilustração, Noel Rosa sugeriu algumas mudanças na letra. Assim, ele tornou-se co-autor de Pierrô Apaixonado (lançado em 1936), um dos maiores sucessos de Heitor dos Prazeres. Naquela noite Drummond, outro de seus visitantes freqüentes, levou-lhe um poema de sua autoria para ser musicado, O Homem e seu Carnaval (1934). Ainda que não tenha conseguido musicalizá-lo, mais tarde foi inspirado por esse poema para criar um quadro de mesmo nome.
Em 1937,  começou a exibir suas pinturas, nas quais retratou a vida nas favelas: crianças brincando, homens jogando ou bebendo, jovens dançando samba, etc. Representava os rostos das pessoas de perfil, com a cabeça e os olhos voltados para cima.
Nessa época ele se casou com Nativa Paiva, com quem teve dois filhos: I drolete e o músico Heitorzinho dos Prazeres. Seu primeiro filho inspirou o tema A Coisa melhorou, cuja letra inclui o famoso verso: É mais um guerreiro, é mais um carioca, é mais um brasileiro. Esta edição marcou o início da carreira solo da cantora Carmen Costa e foi gravado em uma das primeiras gravadoras independentes do Brasil.
Ao longo de sua vida, teve relacionamentos com várias mulheres, muitas das quais treinava para integrar grupos de música e dança que o acompanharam em suas turnês. Em São Paulo,  conheceu uma mulher chamada Rosa, que lhe inspirou o tema Linda Rosa e com quem teve uma filha chamada Dirce. No final de 1920 nasceu sua filha mais velha, Laura, de seu relacionamento com a tia ialorixá Carlinda. Sua paixão por mulheres está presente em muitas de suas canções mais famosas, incluindo Deixa a Malandragem, Gosto que me Enrosco e Mulher de malandro.
Em 1939 e 1941 participou em São Paulo do evento Carnaval do Povo  com o grupo Embaixada do Samba Carioca, criado para a ocasião. Participaram  mais de cem artistas como Paulo da Portela, Cartola, Carmem Costa, Dalva de Oliveira, Aracy de Almeida, Francisco Alves, Carlos Galhardo, Bide, Marçal, Henricão, Herivelto Martins e Nilo Chagas (duo Branco e Preto, depois Trio de Ouro com Dalva de Oliveira). Este evento ao ar livre, organizado pelo radialista e compositor Adoniran Barbosa  e transmitido pelas rádios Cruzeiro do Sul e Kosmo, conquistou o samba em terras paulistas e de lá para Buenos Aires e Montevidéu. Graças à repercussão desse tipo evento  o samba tornou-se aceito pelos setores mais ricos e ser ouvido maciçamente em casinos, cinemas, rádios, etc.
No final de 1930 atuou como músico, cantor e dançarino no Casino da Urca com Josephine Baker e Grande Otelo. Foi contratado por Orson Welles como coreógrafo de um filme sobre cultura afro-brasileira, centrado no samba e no carnaval. Também tocou seu cavaquinho em programas de auditório das rádios do Rio de Janeiro acompanhado pelo grupo Heitor dos Prazeres e Sua Gente, composto por vocalistas e outros músicos percussionistas e passistas.
Em 1943 obteve o primeiro concurso oficial de Música de Carnaval , organizado pela prefeitura do Distrito Federal, pelo samba Mulher de malandro, na voz de Francisco Alves. Também nesse ano apresentou o samba  Lá em Mangueira, co-escrito com Herivelto Martins e gravado pelo duo Branco e Preto e Dalva de Oliveira, começou a trabalhar na Rádio Nacional do Rio de Janeiro e a expor suas pinturas em exposições locais e no exterior. Graças a uma exposição organizada pela RAF em Londres para arrecadar fundos para as vítimas da Segunda Guerra Mundial, a então princesa Elizabeth adquiriu seu quadro Festa de São João.
A pedido de seu amigo Carlos Cavalcante, em 1951 participou da primeira Bienal de Arte Moderna de São Paulo, com a presença de artistas de todo o mundo, que ganhou o terceiro prêmio nos artistas nacionais com seu quadro Moenda. Na segunda Bienal de São Paulo, em 1953, foi reservada uma sala para a exposição de sua obra. Ele criou cenários e figurinos para o balé do quarto centenário da cidade de São Paulo. Em 1959, exibiu pela primeira vez individualmente na Galeria Gea Rio de Janeiro.
Antonio Carlos da Fontoura dirigiu em 1965 um documentário sobre sua vida e obra.

## Morte e legado
Morreu em 4 de outubro de 1966 no Rio de Janeiro, aos 68 anos de idade. Ele entregou um catálogo de cerca de 300 composições.

Em 1999, no centenário de seu nascimento, foi realizada uma retrospectiva de sua obra pictórica no Espaço BNDES e no Museu Nacional de Belas Artes do Rio de Janeiro. Em 2003 a jornalista Alba Lírio publicou o livro Heitor dos Prazeres: Sua Arte e Seu Tempo. Será o Enredo da Escola de Samba Unidos de Vila Isabel para o Carnaval de 2026.

## Discografia
- 1954 - Cosme e Damião/Iemanjá (Columbia)
- 1955 - Pai Benedito/Santa Bárbara (Columbia)
- 1955 - Vamos brincar no terreiro/Nego véio (Sinter)
- 1957 - Heitor dos Prazeres e sua gente (Sinter)
- 1957 - Nada de rock rock/Eta seu Mano! (Todamerica)